# UFC Fight Night: Гейджи vs. Вик
UFC Fight Night: Гэйтжи vs. Вик (также известно как UFC Fight Night 135) — турнир по смешанным единоборствам, проведенный организацией Ultimate Fighting Championship 26 августа 2018 года на Pinnacle Bank Arena в Линкольне (Небраска).
В главном бою вечера Джастин Гэйтжи победил Джеймса Вика нокаутом в первом раунде.

## Подготовка турнира
Это было третье шоу в Небраске. Две предыдущие проводились в Омахе.
Главным боем вечера должен был стать бой между чемпионом WSOF в легком весе Джастином Гэйтжи и Элом Яквинтой. Однако 28 июля Эл Яквинта снялся с боя и был заменен на Джеймса Вика.

## Результаты
| Бой                                         | Весовая категория     | Результаты боя     |      |                         | Способ победы                                 | Раунд | Время | Рефери в ринге      | Прим.              |
| ------------------------------------------- | --------------------- | ------------------ | ---- | ----------------------- | --------------------------------------------- | ----- | ----- | ------------------- | ------------------ |
| Главный кард (Fox Sports 1)                 |                       |                    |      |                         |                                               |       |       |                     |                    |
| 13                                          | Легкий вес            | Джастин Гэйтжи     | поб. | Джеймс Вик              | Нокаут (удары)                                | 1     | 1:27  | Кевин МакДональд    | Выступление вечера |
| 12                                          | Полулегкий вес        | Майкл Джонсон      | поб. | Андре Фили              | Раздельное решение (29-28, 27-30, 29-28)      | 3     | 5:00  | Блейк Грайс         |                    |
| 11                                          | Жен. минимальный вес  | Кортни Кейси       | поб. | Анджела Хилл            | Раздельное решение (30-27, 28-29, 29-28)      | 3     | 5:00  | Брайан Майнер       |                    |
| 10                                          | Полусредний вес       | Брайан Барбарена   | поб. | Джейк Элленбергер       | Технический нокаут (удары)                    | 1     | 2:26  | Брайан Майнер       |                    |
| 9                                           | Наилегчайший вес      | Дейвесон Фигейреду | поб. | Джон Морага             | Технический нокаут (удары)                    | 2     | 3:08  | Дэйв Джобьюн        |                    |
| 8                                           | Средний вес           | Эрик Андерс        | поб. | Тим Уильямс             | Нокаут (соккер-кик)                           | 3     | 4:42  | Блэйк Грайс         | Выступление вечера |
| Предварительные бои (Fox Sports 2)          |                       |                    |      |                         |                                               |       |       |                     |                    |
| 7                                           | Полусредний вес       | Джеймс Крауз       | поб. | Ворли Алвес             | Технический нокаут (удар коленом и добивание) | 2     | 2:28  | Кевин МакДональд    |                    |
| 6                                           | Легчайший вес         | Кори Сэнхэген      | поб. | Иури Алькантара         | Технический нокаут (удары)                    | 2     | 1:01  | Брэндон Пфанненстил | Бой вечера         |
| 5                                           | Средний вес           | Эндрю Санчес       | поб. | Маркус Перес            | Единогласное решение (29-28, 29-28, 29-28)    | 3     | 5:00  | Дэйв Джобьюн        |                    |
| 4                                           | Полусредний вес       | Микки Галл         | поб. | Джордж Салливан         | Сабмишном (удушение сзади)                    | 1     | 1:09  | Брайан Майнер       |                    |
| Ранние предварительные бои (UFC Fight Pass) |                       |                    |      |                         |                                               |       |       |                     |                    |
| 3                                           | Жен. наилегчайший вес | Джоанна Вуд        | поб. | Калиндра Карвалью Фариа | Сабмишном (удушение треугольником)            | 1     | 4:57  | Кевин МакДональд    |                    |
| 2                                           | Легкий вес            | Дрю Добер          | поб. | Джон Так                | Единогласное решение (30-27, 30-26, 30-26)    | 3     | 5:00  | Блэйк Грайс         |                    |
| 1                                           | Легчайший вес         | Рани Яхья          | поб. | Люк Сандерс             | Сабмишном (скручивание пятки)                 | 1     | 1:31  | Дэйв Джобьюн        |                    |

## Награды
Следующие бойцы получили бонус 50000 долларов
- Бой вечера: Кори Сэнхэген vs. Иури Алькантара
- Выступление вечера: Джастин Гэйтжи и Эрик Андерс